# Verbenalin
Verbenalin ist ein sekundärer Pflanzenstoff aus der Gruppe der Iridoidglycoside. Es ist ein Glykosid des Aglykons Verbenalol mit einer Einheit Glucose, welche als β-D-Glucopyranose vorliegt.

## Vorkommen

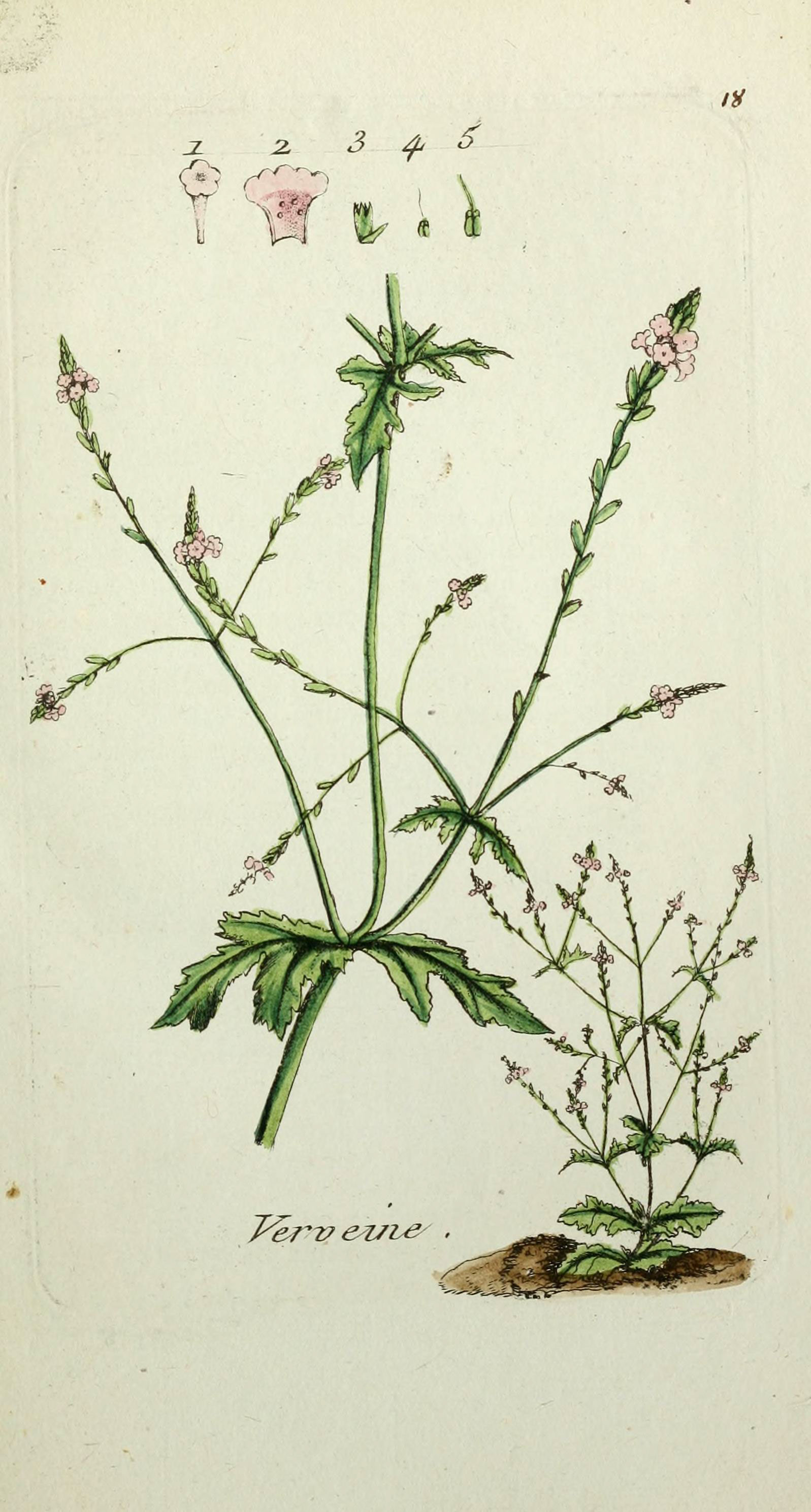
Illustration des Echten Eisenkrauts aus der Flora Parisiensis

Verbenalin kommt natürlich in Arten der Pflanzengattung der Verbenen bzw. Eisenkräuter (Verbena), z. B. im Echten Eisenkraut (Verbena officinalis) und im Lanzen-Eisenkraut (Verbena hastata) vor. Auch der Rote Hartriegel (Cornus sanguinea) aus der Gattung Hartriegel (Cornus) enthält Verbenalin. Der Name Verbenalin geht auf die Gattung Verbena und das Synonym Cornin auf die Gattung Cornus zurück. Die Identität von Verbenalin und Cornin wurde bereits 1935 beschrieben.

## Physiologische Wirkung
Verbenalin wurde neben dem verwandten Iridoidglycosid Hastatosid (5-Hydroxyverbenalin) als eine der schlaffördernden Inhaltsstoffe des Echten Eisenkrauts erkannt.